# Список соборов Приднестровской Молдавской Республики
Список включает кафедральные соборы, находящиеся на территории Приднестровской Молдавской Республики и принадлежащие христианским конфессиям (в данном случае все относятся к Православной церкви Молдовы).

## Православная церковь Молдовы
| Изображение | Собор                                 | Посвящён              | Епархия                           | Город     |
| ----------- | ------------------------------------- | --------------------- | --------------------------------- | --------- |
|             | Кафедральный собор Рождества Христова | Рождество Христово    | Тираспольско-Дубоссарская епархия | Тирасполь |
|             | Преображенский кафедральный собор     | Преображение Господне | Тираспольско-Дубоссарская епархия | Бендеры   |
|             | Кафедральный собор Всех святых        |                       | Тираспольско-Дубоссарская епархия | Дубоссары |
|             | Собор Архангела Михаила               | Архангел Михаил       | Тираспольско-Дубоссарская епархия | Рыбница   |

## Примечание
1. ↑  Кафедральный собор Рождества Христова, г. Тирасполь. sobor-tiraspol.com. Дата обращения: 23 мая 2025.
2. ↑  Свято-Преображенский Собор | Град Бендеры, Тираспольско-Дубоссарская Епархия. favore.cerkov.ru. Дата обращения: 23 мая 2025.
3. ↑  ДУБОССАРСКИЙ ВСЕХСВЯТСКИЙ СОБОР - Древо. drevo-info.ru. Дата обращения: 23 мая 2025.
4. ↑  Собор Архангела Михаила. tourismpmr.org.